# Gerard Reve
Gerard Reve (ur. 14 grudnia 1923 w Amsterdamie, zm. 8 kwietnia 2006 w Zulte) – niderlandzki pisarz, wraz z Harrym Mulischem oraz W. F. Hermansem zaliczany do "wielkiej trójki" najważniejszych pisarzy współczesnej literatury niderlandzkiej. Pisał powieści, eseje, sztuki i wiersze. Swoim pisarstwem i poglądami szokował opinię publiczną. Był homoseksualistą i przeciwnikiem komunizmu. Uważał, że ludzie powinni wyzwolić się od materii. Chociaż wychował się w rodzinie świeckiej, w późniejszym wieku przyjął katolicyzm. Często jednak krytykował Kościół katolicki.

## Dzieła
- De avonden
- Werther Nieland
- De ondergang van de familie Boslowits
- Tien vrolijke verhalen
- Vier Wintervertellingen
- Op weg naar het einde
- Nader tot U
- De taal der liefde
- Lieve jongens
- Een circusjongen
- Brieven aan kandidaat katholiek A. 1962-1969
- Oud en eenzaam
- Brieven aan Wimie
- Moeder en zoon
- Brieven aan Bernard S.
- De vierde man
- Brieven aan Josine M.
- Brieven aan Simon C. 1971-1975
- Brieven aan Wim B. 1968-1975
- Brieven aan Frans P. 1965-1969
- De stille vriend
- Brieven aan geschoolde arbeiders
- Zelf schrijver worden
- Brieven aan Ludo P. 1962-1980
- Bezorgde ouders
- Brieven aan mijn lijfarts 1963-1980
- Brieven van een aardappeleter
- Op zoek
- Het boek van violet en dood
- Ik bak ze bruiner
- Brieven aan Matroos Vosch
- Het hijgend hert